# The Warriors (videogioco)
The Warriors è un videogioco action-adventure del 2005, sviluppato Rockstar Leeds e Rockstar Toronto e pubblicato da Rockstar Games per PlayStation 2, Xbox e PlayStation Portable; il titolo è basato sul film I guerrieri della notte di Walter Hill (1979).
È stato pubblicato per PlayStation 2 e Xbox il 17 ottobre 2005 in Nord America e il 21 ottobre 2005 in Europa; nel 2007 ne è stata realizzata una versione anche per PlayStation Portable, commercializzata il 12 febbraio in Nord America ed il 23 febbraio in Europa.

## Modalità di gioco
The Warriors è un videogioco action-adventure che si concentra in larga misura sulle risse con altre bande, ma c'è anche la possibilità di utilizzare vernice spray per disegnare i graffiti. Il giocatore impersona tutti i nove i personaggi principali presenti nel film I guerrieri della notte.

## Personaggi

### Principali
- Cleon: In quanto capoguerra, Cleon è il leader e il punto di riferimento dei Warriors.
- Swan: Il secondo in comando. Uomo di poche parole, preferisce agire per mostrare ciò che pensa. Solitario per natura, è sempre pronto a combattere quando il gioco si fa duro.
- Ajax: Una montagna di muscoli: chiassoso, gradasso, sempre pronto a menar le mani. Pensa soltanto a se stesso.
- Vermin: Questo picchia duro. Di indole pessimista è però molto leale: si tratta di un alleato fidato, che non tradisce le attese.
- Fox: L'uomo della memoria. A suo agio in strada, svelto di comprendonio: perfetto da inviare in avanscoperta.
- Rembrandt: Il più giovane della gang, sempre pronto a tracciare qualche nuovo graffito. Non è che sia un gran duro, ma sa comunque come superare gli ostacoli.
- Snow: Un soldato molto potente. Disciplinato, indipendente e riservato. Può battersi alla pari con i migliori.
- Cowboy: La voce della ragione. Non un eccellente lottatore, ma non si tira mai indietro. Indossa sempre uno Stetson.
- Cochise: Un vero soldato. Vuole divertirsi e cerca sempre un po' d'azione.

### Secondari
- Virgil: Leader dei Destroyers.
- Ash: Un giovane membro dei Warriors.
- Mercy: Fidanzata di Sully, leader degli Orphans.
- Cyrus: Leader dei Riffs, sogna di creare un'unica gigantesca banda per controllare l'intera città di New York.
- Masai: Membro di alto rango dei Riffs, secondo in comando a Cyrus.
- Scopes: Artista di graffiti, alleato dei Warriors.
- Luther: Capo dei Rogues, temibile e psicopatico.

## Bande
- Warriors: signori indiscussi di Coney Island, Brooklyn, sono guidati da Cleon, e si sono guadagnati la reputazione di una delle gang più dure di New York; la loro forza sta nel fatto che ogni membro porta alla gang le proprie capacità uniche. Quando agiscono in gruppo, i Warriors sono in grado di superare ogni insidia, soprattutto nella guerra fra bande che infiamma la città.
- Destroyers: l'originale gang di Coney Island è guidata da un ubriacone voltagabbana, Virgil. Sono una gang molto violenta, sempre in grado di dire la loro nella battaglia per il controllo dell'isola.
- Punks: Sono un gruppo di veri combattenti, sempre alla ricerca di un po' di baldoria e di qualche rissa, e non indietreggiano per nessun motivo.
- Lizzies: Sono una banda di ragazze che ama mettersi contro le gang maschili. Sfruttando le loro grazie per passare in vantaggio, sono capaci di superare senza troppi problemi le difese di qualsiasi banda.
- Hi-Hats: una banda poco espansiva, ben assestata nel quartiere di Soho, che è solita vestirsi nello stile dei mimi, tengono molto al loro territorio e non permettono a nessuno di ficcarci il naso. Guidati da Chatterbox, questi autoproclamatosi critici d'arte sono avversari pericolosi.
- Savage Huns: esperti di arti marziali, cosa che sanno fare molto bene quando c'è da pestare. Si occupano prevalentemente di estorsione e strozzinaggio. Il loro capo, Ghost, è un asceta delle arti marziali, nonché un tipo di poche parole.
- Jones Street Boys: un arrogante mucchio di figli di papà che vivono in un mondo dove il denaro non è un problema e il crimine è soltanto un divertimento, sanno però menare le mani e tengono sotto controllo il loro territorio di Bensonhurst.
- Turnbull AC's: un'accozzaglia di anarchici rozzi e volgari che vogliono soltanto sfasciare tutto e menare le mani ogni qualvolta sia possibile, questi picchiatori skinhead sono fra i più pericolosi in città.
- Boppers: guidati da Big Moe, e forti a sufficienza da tenere gli altri lontani dal loro territorio. I Boppers, dominano incontrastati ad Harlem. Si tratta di una gang poco violenta, che preferisce lo stile ai muscoli.
- Hurricanes: sono una gang di stampo familiare, composta da truffatori e trafficanti. Bazzicano nella zona di Spanish Harlem e sono sempre pronti a giocare sporco.
- Orphans: una gang di pesci piccoli di Tremont, che cerca sempre di fare il salto di qualità vantandosi di raid mai avvenuti. Ridicolizzati da tutte le altre gang, sperano di cavarsela puntando sul numero: un gruppo che non sa pestare, però, non ha futuro.
- Moonrunners: apprezzano di più i graffiti rispettano rissa, ma non disdegnano di posare le bombolette spray per menare le mani quando qualche altra gang va a cercare rogne in casa loro.
- Baseball Furies: un gruppo di fanatici del baseball, come mostrano con le loro mazze, sono sempre pronti ad impegnarsi al massimo in ogni rissa, e portano scompiglio in tutta New York.
- Rogues: guidati dal maniaco psicopatico Luther, i Rogues sono un gruppo di sbandati. Non sono certo la gang più pericolosa della città, ma la loro cattiveria e il loro comportamento imprevedibile li rendono temibili.
- Satans Mothers: riconosciuti come una delle bande più violente di New York, le loro attività principali sono il traffico di coltelli e lo spaccio di flash. Tengono molto alla loro reputazione, e questo li rende estremamente suscettibili.
- Riffs: sono una delle gang più potenti di tutta New York, ed estendono la loro influenza in ogni quartiere. Composti da afroamericani, sono guidati da Cyrus, un carismatico rivoluzionario che sogna un'unica gigantesca banda in grado di controllare l'intera città.
- Saracens: una gang molto potente di Brooklyn, pronta a tutto quando entra in gioco la propria sopravvivenza, si muovono a proprio agio nella giungla metropolitana e sono rispettati da tutte le altre gang.

## Colonna sonora
- Barry De Vorzon – Theme from The Warriors
- Arnold McCuller – Nowhere to Run
- Mandrill – Echoes in My Mind
- Barry De Vorzon – The Fight
- Joe Walsh – In the City
- Genya Ravan – Love is a Fire
- Barry De Vorzon – Baseball Furies Chase Theme
- Johnny Vastano – You're Movin' Too Slow
- Desmond Child – Last of an Ancient Breed
- Chanson – Don't Hold Back
- Gene Chandler – Get Down"
- Love De-Luxe – Here Comes That Sound Again
- Fear – I Love Living in the City
- Amii Stewart – Knock on Wood
- Spanish Harlem Orchestra – Pueblo Latino
- Vivien Vee – Remember
- Iain Matthews – Shake It
- Alberto Alberto – Traigo De Todo
- Dr. Hook – When You're in Love with a Beautiful Woman

## Accoglienza
È stato molto elogiato per la musica, la storia e lo stile di lotta che ha rivoluzionato il picchiaduro.
È stato criticato per il multiplayer visto che la schermata si divide in orizzontale non permettendo una buona visuale.
Keith Stuart di The Guardian considerò The Warriors come uno dei trenta migliori videogiochi dimenticati nel corso del tempo.